# Cua lửa
Cua lửa (Danh pháp khoa học: Scylla olivacea) là một loài cua trong Họ Cua bơi. Đây là một trong những giống cua có giá trị về kinh tế, là nguyên liệu cho một số món ăn ngon, chẳng hạn như ở Việt Nam.

## Phân bố
Chúng có mặt ở vùng Ấn Độ Dương tại Úc; Phuket, Thái Lan; Karachi, Pakistan. Thái Bình Dương: Philippines, Thái Lan, Singapore, Malaysia, Nam Đài Loan; Biển Arafura: Timor, Indonesia; Vịnh Carpentaria. Ở Việt Nam, cua sống ở Đồng Bằng Sông Cửu Long, chủ yếu ở vùng biển Kiên Giang giáp với vịnh Thái Lan. Chúng là một trong hai loài cua biển phổ biến ở Việt Nam.

## Đặc điểm
Cua lửa có gai thùy trán thấp (cao trung bình 0.03 lần rộng trán mà đo giữa những đường khớp ổ mắt chính giữa), tròn với những khoảng trống giữa 2 gai thấp. Gai dưới bên mai rộng, với rìa ngoài lồi. Đốt carpus của càng thường có một mấu nhô tà, nhỏ (có thể nhọn ở giai đoạn giống) nằm ở phần bụng chính giữa trên rìa bên ngoài; gai thứ hai giảm và có thể hiện diện trên mặt lưng của phần ngón ở giai đoạn giống và mới trưởng thành.
Phần bàn của càng có một cặp mấu lồi tà trên rìa lưng phía sau, mấu trong lớn hơn mấu ngoài; có thể nhọn ở giai đoạn giống và trưởng thành. Càng, chân và yếm tất cả đều không có đường nhiều góc rõ ràng cho cả đực cái. Màu sắc thay đổi từ đỏ qua nâu tới hơi nâu/đen tuỳ thuộc vào môi trường sống. Cua lửa thành thục ở kích thước nhỏ hơn cua sen thường bắt đầu khoảng từ 8–9 cm rộng mai.

## Tập tính
Cua lửa sống ở vùng cửa sông, rừng ngập mặn và bờ biển ngập nước có độ mặn giảm trong suốt mùa mưa. Chế độ ăn của chúng thay đổi theo các giai đoạn phát triển: giai đoạn ấu trùng ăn động vật phù du (luân trùng, copepoda...), giai đoạn giống và trưởng thành có khuynh hướng tạp bao gồm mùn bã hữu cơ, các loại giáp xác, nhuyễn thể và cá.